# Premonitions of War
Premonitions of War war eine US-amerikanische Metalcore-, Grindcore und Hardcore-Punk-Band aus Toledo, Ohio, die im Jahr 2000 gegründet wurde und sich 2005 auflöste.

## Geschichte
Die Band wurde im September 2000 von den Gitarristen Pay Meyers und Mike Gaytan und dem Schlagzeuger Dustin Schoenhofer gegründet. Die drei Freunde hatten zuvor schon fast vier Jahre lang zusammen in Bands gespielt. Im selben Jahr erschien eine selbstbetitelte EP, auf der neben den drei genannten Mitgliedern auch der Sänger Tim Amstutz und der Bassist Anthony Amstutz zu hören sind. Im November 2002 erschien über Goodfellow Records das Debütalbum The True Faces of Panic mit dem Sänger Brad Wharton und dem Bassisten Nick Hale als neue Mitglieder. Zudem hielt die Gruppe Auftritte ab, unter anderem zusammen mit The Red Chord, Between the Buried and Me und The Black Dahlia Murder. Im Februar 2003 unterzeichnete die Band einen Plattenvertrag bei Victory Records. Sie begab sich daraufhin im Oktober mit den Produzenten Shawn Ohtani und Erik Rutan für drei Wochen in die Mana Recording Studios in Tampa, Florida, um dort das Album Left in Kowloon aufzunehmen. Die Veröffentlichung fand im folgenden Jahr statt. Im Dezember 2003 trennte sich die Band vom Bassisten Hale. Mit dem neuen Bassisten Adam Wentworth, der zuvor bei The Red Chord tätig war, ging es im März 2004 mit Macabre auf Tournee durch Nordamerika. Im April nahm die Band an Morbid Angels Tour teil und trat dabei auch zusammen mit Suffocation auf. Im selben Monat kehre Hale zur Besetzung zurück.
Im Dezember 2004 ging es zusammen mit Six Feet Under, Internal Bleeding und Misery Index auf US-Tournee. Als neuer Schlagzeuger stieß im Dezember Cory Grady von The Black Dahlia Murder dazu. Schoenhofer trat daraufhin noch im selben Monat Walls of Jericho bei. Ebenfalls im selben Monat trat Hale erneut aus und wurde kurz darauf durch Dan Garcia ersetzt. Das Jahr 2005 begann mit einer Tour durch die USA zusammen mit Bury Your Dead, Full Blown Chaos und Walls of Jericho im Januar und Februar. Auftritte in Kanada schlossen sich im April mit Ion Dissonance und Despised Icon an. Im selben Jahr löste sich die Band auf. Über Black Market Activities erschien 2005 die Kompilation Glorified Dirt + The True Face of Panic, die aus der 2000er Debüt-EP, die jedoch neu aufgenommen wurde, und dem Debütalbum besteht.

## Stil
David Perri beschrieb im Buch The Collector’s Guide of Heavy Metal Volume 4: The ’00s die Musik auf Left in Kowloon als Mischung aus Death Metal und extremem Metalcore. Das Album sei jedoch zu seiner damaligen Zeit aggressiver vorgekommen, da ein paar Jahre viele andere Bands in einer mindestens ähnlichen aggressiven Weise gespielt hätten. Die Musik sei jedoch von einer schlechten Version des Metalcore oder Deathcore weit entfernt. Laut Anzo Sadoni vom Metal Hammer spielt die Band auf Left in Kowloon eine harte und böse Mischung aus Hardcore Punk, Grindcore und Metalcore. Neben ein paar ruhigen, langsamen Momenten gebe es fast nur strukturlosen Krach zu hören.

## Diskografie
- 2000: Premonitions of War (EP, Accendere et Interficiere)
- 2002: Fuck off and Die (Demo, Eigenveröffentlichung)
- 2002: The True Face of Panic (Album, Goodfellow Records)
- 2004: Left in Kowloon (Album, Victory Records)
- 2004: CD Sampler (Split mit Scars of Tomorrow und Between the Buried and Me, Victory Records)
- 2005: Premonitions of War & Benümb (Split mit Benümb, Let It Burn Records)
- 2005: Glorified Dirt + The True Face of Panic (Kompilation, Black Market Activities)